# Đội tuyển Davis Cup Thổ Nhĩ Kỳ
Đội tuyển Davis Cup Thổ Nhĩ Kỳ đại diện Thổ Nhĩ Kỳ ở giải đấu quần vợt Davis Cup và được quản lý bởi Liên đoàn quần vợt Thổ Nhĩ Kỳ.
Turkey hiện tại thi đấu ở Nhóm III khu vực Âu/Phi.  Đội từng có 2 lần vào đến bán kết Nhóm II.

## Lịch sử
Thổ Nhĩ Kỳ lần đầu tiên tham gia Davis Cup vào năm 1948.

## Đội hình hiện tại (2017 với Cyprus)
- Marsel İlhan
- Altuğ Çelikbilek
- Cem Ilkel
- Anil Yuksel

## Đội hình 2 hiện tại(2017)
- Serkan Akin Dilek (huấn luyện viên)
- Dominik Hrbaty (huấn luyện viên)
- Muhammet Haylaz
- Alp Sentay
- Sefa Suluoglu
- Sarp Ağabigün